# 斯努格魯德冰川
72°7′S 7°52′E / 72.117°S 7.867°E
斯努格魯德冰川（英語：Snuggerud Glacier）是南極洲的冰川，位於東部南極洲的毛德皇后地，屬於菲爾希納山脈的一部分，該冰川以挪威的收音機修理工命名。